# Харатян, Владимир Самвелович
Владимир Самвелович Харатян (род. 14 июля 1996, Москва, Россия) — российский и армянский футболист, защитник.

## Карьера
Футболом занимался в академиях московских «Спартака» и «Локомотива». В 2017 году он дебютировал в профессиональном футболе за «Коломне». За два сезона в подмосковную команду во втором дивизионе Харатян провел 42 матча и забил один гол в ворота владимирского «Торпедо».
В 2019 году защитник переехал в Армению, где он играл за коллектив Первой лиги «Вест Армения». В 2022 году Харатян вместе с другим клубом «Лернаин Арцах» пробился в элиту. Дебютировал в местной Премьер-Лиге футболист 29 июля 2022 года в домашнем поединке первого тура чемпионата против команды «Ван» (Чаренцаван), в котором «Лернаин Арцах» потерпел поражение — 0:1.

## Достижения
- Победитель Первой лиги Армении: 2021/22.